# Norovirus
Norovirus là nguyên nhân phổ biến nhất của viêm dạ dày ruột. Nhiễm trùng được đặc trưng bởi tiêu chảy, nôn mửa và đau dạ dày. Máu thường không có mặt. Sốt hoặc đau đầu cũng có thể xảy ra. Điều này thường phát triển 12 đến 48 giờ sau khi tiếp xúc. Phục hồi thường xảy ra trong vòng 1 đến 3 ngày. Biến chứng có thể bao gồm mất nước.
Virus thường lây lan qua đường lây truyền miệng phân. Điều này có thể là do thực phẩm bị ô nhiễm hoặc nước hoặc tiếp xúc giữa người với người. Nó cũng có thể lây lan qua các bề mặt bị ô nhiễm hoặc qua không khí. Các yếu tố rủi ro bao gồm chuẩn bị thực phẩm không vệ sinh và chia sẻ các khu vực gần nhau. Chẩn đoán thường dựa trên các triệu chứng. Thử nghiệm xác nhận có thể được thực hiện cho mục đích y tế công cộng.
Phòng ngừa bệnh bao gồm rửa tay đúng cách và khử trùng bề mặt bị ô nhiễm. Thuốc khử trùng tay chứa cồn tỏ ra ít hiệu quả. Vắc-xin trị bệnh này chưa có. Không có phác đồ điều trị cụ thể. Cách chữa bệnh bao gồm chăm sóc hỗ trợ như uống đủ nước hoặc truyền dịch. Dung dịch bù nước đường uống là chất lỏng được ưa thích để uống, mặc dù các loại đồ uống khác không có caffeine hoặc rượu có thể giúp ích cho bệnh nhân.
Norovirus dẫn đến khoảng 685 triệu trường hợp mắc bệnh và 200.000 ca tử vong trên toàn cầu mỗi năm. Nó được phổ biến cả trong phát triển và nước đang phát triển. Những người dưới 5 tuổi thường bị ảnh hưởng nhất và trong nhóm này, điều này dẫn đến khoảng 50.000 người chết ở các nước đang phát triển. Bệnh thường xảy ra hơn trong những tháng mùa đông. Nó thường xảy ra trong các vụ dịch, đặc biệt là trong số những người sống trong khu vực gần nhau. Tại Hoa Kỳ, đây là nguyên nhân của khoảng một nửa các vụ dịch bệnh do thực phẩm gây ra. Bệnh được đặt theo tên của Norwalk, Ohio, nơi một vụ dịch xảy ra vào năm 1968.